# Линкольнский собор
Линкольнский собор (англ. Lincoln Cathedral), Линкольнский минстер (англ. Lincoln Minster), полностью Кафедральный собор Пресвятой Девы Марии в Линкольне (англ. Cathedral Church of the Blessed Virgin Mary of Lincoln), коротко Собор св. Марии (англ. St Mary’s Cathedral) — главный собор Линкольнской епархии. Строительство современного здания начато в 1072 году и продолжалось в течение всего Высокого Средневековья. Основной стиль — раннеанглийская готика.
Многими историками считается самым высоким зданием в мире с 1311 по 1548 год (на протяжении 238 лет), и первым зданием, превысившим высоту пирамиды Хеопса, хотя есть учёные, которые с этим не согласны. Как бы то ни было, придававший зданию рекордную высоту шпиль центральной башни обрушился в 1548 году и с тех пор не был восстановлен. Если бы он уцелел, Линкольнский собор удерживал бы первенство до постройки Эйфелевой башни (1889). Несколько сот лет в соборе хранилась одна из четырёх копий Великой хартии вольностей (лат. Magna Carta), ныне экспонируемая в Линкольнском замке. Собор является четвёртым по площади в Соединённом Королевстве — около 5000 квадратных метров (54 000 фут²), обходят его лишь Ливерпульский, Св. Павла в Лондоне и Йоркский соборы. Архитектура Линкольнского собора весьма высоко ценится искусствоведами:
|             | I have always held … that the cathedral of Lincoln is out and out the most precious piece of architecture in the British Isles and roughly speaking worth any two other cathedrals we have. |  | Я всегда считал... собор в Линкольне, несомненно, самым ценным с точки зрения архитектуры сооружением Британских островов, и считаю его равноценным любым двум другим нашим соборам. |  |
| Джон Рёскин | |  | |  |

## История

### Средние века
Епископ Ремигий де Фекамп переместил кафедру в Линкольн между 1072 и 1092 годами. Джеймс Эссекс (James Essex) пишет: «Ремигий… заложил церковь в 1072 году» (англ. Remigius … laid the foundations of his Cathedral in 1072) и «вероятно, что, будучи нормандцем, он нанял соотечественников для руководства постройкой… но прежде смерти её не завершил» (англ. it is probable that he, being a Norman, employed Norman masons to superintend the building … though he could not complete the whole before his death.)
До того, как пишет B. Winkles, «Ремигий присвоил в Линкольне приходскую церковь св. Марии Магдалины, хотя и неизвестно, с пользой ли» (англ. It is well known that Remigius appropriated the parish church of St Mary Magdalene in Lincoln, although it is not known what use he made of it.). С этого момента церковь св. Марии считается «материнской церковью» Линкольншира, но не соборной, потому что кафедра епископа была в Дорчестерском аббатстве в Дорчестере-на-Темзе, Оксфордшир. Линкольн, однако, был ближе к центру епархии и тем удобнее.
Первое церковное здание было закончено Ремигием в 1092 году, и за 2 дня до освящения, 7 мая, епископ умер. В 1124 году деревянная кровля сгорела, епископ Александр (1123-48) восстановил и увеличил церковь, но спустя 40 лет собор был почти полностью разрушен землетрясением (15 апреля 1185, датировка по Британской геологической службе), одним из сильнейших в Англии, магнитудой около 5. Очевидцы пишут, что собор «треснул сверху донизу» (англ. split from top to bottom); до наших дней дошли только нижняя часть западного конца нефа и пары башен. Некоторые исследователи (Kidson, 1986; Woo, 1991) полагают, что ущерб был велик из-за скверного качества постройки или ошибочного расчёта свода, который обрушился и потянул за собой остальные конструкции.
После землетрясения был назначен новый епископ, Гуг Бургундский (Hugh de Burgundy) из Авалона, впоследствии известный как св. Хью Линкольнский, который начал восстановление и расширение собора. Назначив Вильгельма де Монтибуса руководителем соборной школы, он на некоторое время сделал Линкольн одним из важнейших образовательных центров Англии, откуда вышли Сэмюэл Пресвитер и Ричард из Уэтерингсета. Впрочем, после смерти Вильгельма в 1213 году школа пришла в упадок. Работы в соборе начались с хоров (Хоры св. Хью) и восточных трансептов в 1192—1210 годах. Главный неф выстроен в стиле раннеанглийской готики. Достаточно рано в соборе появились передовые конструкции эпохи: стрельчатые арки, аркбутаны и нервюрные своды, что в комплексе позволило сделать большие окна.
В соборе два круглых окна-розы, «Око настоятеля» и «Око епископа» на северном и южном фасадах. Око настоятеля в северном трансепте заложено при св. Хью в 1192 году и закончено к 1235 году, Око епископа в южном трансепте на столетие младше и датируется 1330 годом.
|                                                     | For north represents the devil, and south the Holy Spirit and it is in these directions that the two eyes look. The bishop faces the south in order to invite in and the dean the north in order to shun; the one takes care to be saved, the other takes care not to perish. With these Eyes the cathedral’s face is on watch for the candelabra of Heaven and the darkness of Lethe (oblivion) |  | Север — дьявол, а юг — Дух Святой, и на них смотрят два ока, Епископ — на юг, приглашая, а Настоятель — на север, отвергая; один печётся о спасении, другой о том, как избегнуть гибели. Очами своими собор смотрит на свет горний и во тьму Леты |  |
| «The Metrical Life of St Hugh», средневековый текст | |  | |  |

Судя по всему, готические добавления привели к обрушению центральной башни собора в 1237 году из-за ошибки проектирования, и в 1255 собор просит позволения у Генриха III разобрать часть городской стены, чтобы выстроить заново башню, шпиль и более просторные хоры, поскольку поток паломников к гробнице святого Хью стал слишком велик для церкви. В ходе этого расширения были разобраны выстроенные при Хью капеллы в круглых апсидах.
В 1290 году умерла королева-консорт Элеонора Кастильская, и король Эдуард I решил почтить её память. Тело было забальзамировано с изъятием внутренностей, которые были захоронены в Линкольнском соборе в дубликате основной могилы королевы в Вестминстерском аббатстве. Каменный саркофаг Элеоноры сохранился, а статуя была уничтожена в XVII веке, и сейчас можно видеть лишь копию XIX века. На фасаде собора есть пара статуй, которые обычно считают изображениями Эдуарда и Элеоноры, но они были слишком зареставрированы в XIX веке, и изначальное предназначение этих скульптур может быть совершенно другим.
Между 1307 и 1311 годами башня на средокрестии достигла нынешней высоты в 271 фут (83 м) и снабжена деревянным, покрытым свинцом, шпилем высотой до 525 футов (160 м), который, если число верно, сделал собор высочайшим зданием в мире, отобрав этот рекорд у пирамиды Хеопса, державшей его около 4 тыс. лет.
В это же время в соборе появилась резная алтарная преграда и мизерикордии в Хоре Ангелов. Немалая часть стен покрыта вытесанной в камне аркадой, имитирующей проход вдоль стены, но каменщик, копируя французский образец, не понял его и не смог создать эту иллюзию, придав аркам правильную величину.
В 1398 году Джон Гонт, 1-й герцог Ланкастер, и его 3-я жена Екатерина Суинфорд выстроили в соборе капеллу на помин души. В XV веке также строительство свелось к устройству таких капелл. Капеллы у Хора Ангелов построены уже в перпендикулярном стиле.
В XV веке епископ Ричард Флеминг расширил собор, добавив часовню, в которой позже был похоронен.

#### Великая хартия
Хью Уэлский, епископ Линкольнский, в числе прочих епископов подписал Великую хартию вольностей, и несколько сот лет в соборе хранилась одна из четырёх сохранившихся копий, которая ныне выставляется в Линкольнском замке.
Линкольнская копия демонстрировалась в британском павильоне на Всемирной выставке в Нью-Йорке в 1939 году. В марте 1941 Форин-офис предлагал подарить её Соединённым Штатам, потому что «тысячи американцев ждут в бесконечных очередях возможности увидеть её» (англ. many thousands of Americans who waited in long queues to view it) и в связи с актом о ленд-лизе. В 2009 году линкольнская хартия передавалась во временное пользование Президентской библиотеке Рональда Рейгана.
Две другие копии хартии хранятся в Британской библиотеке, одна — в Солсбери.

#### Хью Линкольнский
В августе 1255 года в колодце было обнаружено тело восьмилетнего мальчика, который потерялся за месяц до того. Этот случай был обращён в кровавый навет на евреев, которых обвинили в похищении, пытках и убийстве мальчика. Восемнадцать человек было повешено, больше — арестовано. Мальчик стал известен как Маленький Хью Линкольнский, чтобы отличать его от епископа, но канонизирован не был.
Для собора мальчик стал мучеником, привлекавшим паломников, его упоминает Чосер в «Рассказе приорессы» из цикла «Кентерберийских рассказов», в 1783 году была написана баллада на этот сюжет. В 1955 году близ бывшего саркофага мальчика установлена табличка, поясняющая, что это герой широко известных историй о ритуальных убийствах христианских детей иудеями.

### Современность

#### Вторая мировая война
В ходе Второй мировой войны в Линкольншире находились аэродромы для многих частей и соединений бомбардировщиков, что послужило поводом к прозвищу «Бомбардировочное графство» (англ. Bomber County), и башня линкольнского собора в облаках изображена на гербе военной авиабазы Уоддингтон. До открытия в 2012 году в Лондонском Грин-парке мемориала командирам бомбардировщиков Королевских военно-воздушных сил, единственный в Великобритании мемориал погибшим во ВМВ пилотам бомбардировщиков находился в Линкольнском соборе.
На время войны линкольнские «сокровища Британии» разместили в специальном помещении под собором на глубине 60 футов (18 м). Копия Великой хартии не была там спрятана, потому что находилась в США.

#### XXI век
В среднем содержание собора обходится в £1,6 млн в год.
Крупная реставрация западного фасада прошла к 2000 году.
Выявлено, что аркбутаны в восточной половине вышли из соприкосновения с остальной кладкой, и произведена срочная реставрация, чтобы избежать обрушения.
Самой свежевыявленной[когда?]

 проблемой стало разрушение каменного переплёта Ока Настоятеля (XIII в.) в северном трансепте, причём выяснилось, что для полного разрушения розы достаточно смещения в 5 мм. Переплёт был извлечён из проёма, заменён более прочной конструкцией, а витражи очищены и помещены за бесцветными стёклами для защиты от стихий. Эти работы закончились в апреле 2006 года и стоили £2 млн.
Недавно произошло разрушение участков каменной кладки на западном фасаде, что поставило под вопрос качество и достаточность работ 2000 года.
В 2006—2009 годах Линкольнский собор посещало около 200 тыс. человек в год, в 2010 — лишь 150 тыс., что сделало собор 16-м по посещаемости объектом в Восточном Мидленде, и этот резкий провал связан с закрытием Линкольнской рождественской ярмарки в том году. В норме ярмарка является кульминацией туристического года, в это же время исполняют ораторию Генделя «Мессия» (HWV 56).
Билет в собор стоит £8, имеются льготы. Как написано на сайте: «Каждый может войти и насладиться красотой нефа, посидеть в умиротворённой атмосфере Утренней капеллы или посетить магазинчик; за всё, что свыше этого, мы просим заплатить». Предлагаются экскурсии по собору, башне и крыше.
В январе 2020 года объявлено, что в ходе археологических раскопок при реставрациях с 2016 года обнаружено более 50 погребений, в том числе священника, погребённого с потиром и дискосом. Также найдена монета Эдуарда Исповедника (1042—1066). В раскопе обнаружили остатки богато украшенного римского здания и относящиеся к нему артефакты.
В соборе снимались сцены из фильма «Код да Винчи», где собор играл роль Вестминстерского аббатства (которое отказалось от съёмок).
Снова роль Вестминстерского аббатства Линкольнский собор исполнял для фильмов «Молодая Виктория» и «Король».

##### Соборная каменоломня
Линкольнский собор — один из немногих в Англии, которые построены из того же камня, на котором стоят. Каменоломней на Riseholme Road он владеет с 1876 года, в настоящее время на реставрационные работы расходуется более 100 тонн камня в год, и к 2021 ожидается, что запасы его истощатся.

## Детали

### Линкольнский чёрт
Линкольнский чёрт — одна из деталей каменной резьбы внутри собора, вокруг которой существует несколько вариантов легенды. Согласно легенде XIV века, двое чертей были отправлены Сатаной пакостить людям. Явившись в Линкольнский собор, они поломали мебель и издевались над епископом. в Ангельском Хоре появился ангел и велел им прекратить безобразничать, после чего один чёрт спрятался под поломанной мебелью, а второй залез на устой и стал бросать в ангела камни. Ангел превратил его в каменное изваяние, а второй чёрт тем временем спасся.

### Библиотека Рена
Это собрание из 277 редких рукописей, в том числе текст Беды Достопочтенного.

### Розы
Розы вообще редко встречаются в английской средневековой архитектуре, а в Линкольнском соборе их две. На северной стороне расположено «Око Настоятеля», сохранившееся от оригинальной постройки трансепта, а с южной — «Око Епископа», вероятно, переделанное между 1325—1350 годами. Око Епископа представляет собой один из крупнейших образчиков криволинейного стиля декоративной готики. Обычно этот стиль применяется в прямоугольных окнах со стрельчатым завершением, а круглая форма является известным вызовом мастерству архитектора. Решением задачи стало членение большого круга на 4 меньших фрагмента, с которыми легче было справиться. Центр окна не является центром композиции, и переплёт вообще не имеет центральной симметрии. Также витражи его, вопреки обыкновению, содержат чрезвычайно мало изображений на библейские темы.

### Деревянные фермы
Ни А-образные фермы, ни полные треугольники не подходили для перекрытия Линкольнского собора, из-за чего пришлось прибегнуть к более сложным фермам с высокими затяжками, стойками («ферма королевы») и подкосами, для равномерного распределения нагрузки по кровле применена двойная обрешётка. Таким образом, 36 ферм на хорах св. Хью прочно и устойчиво держатся собственным весом.

### Своды
- «Безумные своды»
- Хоры Ангелов
- Пересечение со вторым трансептом
- Ход в капитулярную залу
- Второй транспет
- Основной трансепт
- Неф
- Башня на средокрестии
- Капитулярная зала

Одной из основных черт архитектуры Линкольнского собора являются его разнообразные своды, каждая часть собора может быть узнана по своему типу перекрытия, свежему и оригинальному: Линкольнский собор был своего рода экспериментальной площадкой.
Свод северного бокового нефа монотонен, тогда как в южном боковом нефе каждая секция подчёркнута. В северо-западной капелле своды четырёхчастные, в южной капелле своды вырастают из центрального столба. Шестичастные своды используются для того, чтобы дать в интерьер собора больше света через окна в каждой секции.
Хоры св. Хью демонстрируют предельно своеобразный ритм асимметричных сводов, в которых в один и тот же замковый камень упираются с одной стороны две нервюры, а с противоположной — одна.
Свод капитулряной залы покоится на десятиугольном в плане основании и поддерживается центральным столпом, из которого врастают двадцать нервюр.
Своды хоров атрибутируются франко-нормандскому мастеру Geoffrey de Noiers. После него симметричные своды нефа с тьерсеронами, средокрестие и Галилейский портик строил Александр Каменщик (Alexander the Mason).

### Часы и колокола
В юго-западной башне располагаются 13 колоколов, два — в северо-западной, пять — в центральной (в том числе Большой Том с часами).
Часы работы мастера John Thwaite установлены на северо-западной башне в 1775 году, а в 1835 они переделаны Бенджамином Вальями и перенесены в центральную башню. В 1880 году их заменили часы, изготовленные под руководством Эдмунда Бекета, барона Гримторпа (Edmund Beckett QC — архитектор, механик и специалист по измерению времени), который сконструировал для них оригинальный спуск. Механизм изготовлен фирмой «Potts and Sons of Leeds» (Лидс, Йоркшир). Четверти бьются мелодией «Кембриджские куранты». Механизм массой 4 тонны приводится в действие полуторатонными гирями, подвешенными на стальных тросах длиной 82 метра (269 фута). Боевую гирю поднимают каждый день, вручную эта процедура занимает 20 минут, ходовой механизм заводится дважды в неделю. Маятник часов имеет массу 100 кг и даёт два удара в три секунды. Молоток в 102 килограмма (220 фунта) отбивает целые часы на Большом Томе.
На механизме часов написано: лат. Quod bene vortat Deus Opt. Max., Consiliis Edmundi Beckett, Baronetti, LL.D., Opera Gul. Potts et Filiorum, civium Leodiensium, Sumptibus Decani et Capituli, Novum in Turri positum est Horologium, A.D. MDCCCLXXX.

## Музыка

### Хор и органисты
Современный хор составляют взрослые певцы, 20 мальчиков и 20 девочек из 10 местных школ без ограничений по школам. Женский хор ведёт свою историю с 1995 года, это второй в стране женский церковный хор (после Солсбери), причём мужской и женский хоры совершенно равноправны и участвуют в службах поровну, что до сих пор редкость.
Список органистов собора известен с 1439 года, первое имя в нём — англ. John Ingleton. Среди известных органистов Линкольна — композиторы эпохи Ренессанса Уильям Бёрд и John Reading, биограф Мендельсона William Thomas Freemantle (1849—1931).

### Орган
Орган собора (проект 1885 года, достроен в 1898 в корпусе 1826 года), считается последним и одним из лучших произведений знаменитого органостроителя викторианской эпохи Генри Уиллиса-«Отца» (†1901), основателя Henry Willis & Sons, это один из двух органов Уиллиса, сохранившихся в состоянии, близком к оригиналу. Две реставрации, в 1960 и 1998, произведены фирмой «Harrison & Harrison». В органе 67 регистров на 4 мануалах с 58 клавишами (Хор, Главный, Швеллер и Соло) и 30-клавишная педаль, две педали управления швеллером. Трубы располагаются на алтарной преграде и в трифории на северной стороне хоров. Самые низкие регистры — 32-футовые.
Орган был построен после того, как промышленник Альфред Шаттлуорт, пожертвовал на него £1000, закрыв необходимую сумму в £4675 (остальные средства собраны из меньших пожертвований и по подписке.
Инаугурация органа состоялась в день св. Хью, 17 ноября 1898 года. Инструмент должен был стать первым в стране соборным органом с электрифицированным дутьём, но линкольнская электростанция к тому времени ещё не вступила в строй, и орган приводили в действие солдаты линкольнширского королевского полка.

## В литературе
Зданию посвящено стихотворение Летиции Лэндон «Линкольнский собор» (1836).

## Фотогалерея
- Общий вид собора в городе
- Хоры Ангелов
- Украшения на хорах Ангелов
- Боковой неф на хорах
- Неф
- Главный неф с высоты западной стены
- Витражи центрального и боковых нефов
- Капелла звонарей
- Капитулярная зала
- Аркбутаны капитулярной залы
- Адам и Ева едят плод с древа познания, XII в.
- Норманское украшение западного фасада, XII век
- Купель из г. Турне, Бельгия